# 生態主義者—歐洲生態綠黨
生态主义者—欧洲生态绿党（法語：Les Écologistes – Europe Écologie Les Verts），2023年以前称为歐洲生態綠黨（Europe Écologie Les Verts，缩写为EELV）是法國的一个环境保护主义政党，成立於2010年11月13日，由綠黨和欧洲生态两党合并而成。

## 歷史
该党在2010年才正式成立，历史较短，论实力也远比不过德国的联盟90/绿党。其前身欧洲生态党在2009年的欧洲议会选举中表现不错，名列第三仅位于社会党之后，与绿党合并后的2011年也在法国地方选举中也取得了优秀的成绩。在2012年的第二轮国民议会选举中，该党同意在已丢失的选区中支持社会党，后者作为回报，承诺将核能在全国能量总产值中的比例渐进削减25%。该党最终赢得5.5%的选票，并在社会党政府中拿到了2个内阁席位。